# 救急戦隊ゴーゴーファイブ 激突!新たなる超戦士
『救急戦隊ゴーゴーファイブ 激突！新たなる超戦士』は、1999年7月9日に発売されたオリジナルビデオ作品。『救急戦隊ゴーゴーファイブ』のオリジナルビデオ作品であり、スーパー戦隊Vシネマ第5弾。

## 概要
テレビシリーズとは別に作られたオリジナルストーリーで、スーパー戦隊Vシネマとしては初となる「前作との戦隊との共演ではない単独作品」である。ゴーゴーファイブと本作品の新規キャラクターであるジークとジークジェンヌの共闘を描いているため、近年ではVSシリーズとしてカウントされている。前年までのVシネマ作品の回転率好調を受けてこの年は2本制作されることになり、そのうち1本が『ゴーゴーファイブ』単独の新作にあてられた。
コンセプトのひとつとして「宮村優子に変身してもらおう」というのが掲げられており、宮村優子演じる速瀬京子が、本作品のみ登場の第6の戦士「ジークジェンヌ」に着装して戦う。宮村は戦隊ファンを自称しており、JACでのアクションの経験もあって環境は整っていたが、設定上テレビシリーズで新戦士として活躍させるのは無理があったため、パラレルワールド的な新作での機会が設けられた。本作品の冒頭には宮村優子の出世作である『新世紀エヴァンゲリオン』のヒロイン「惣流・アスカ・ラングレー」の名ゼリフ「あんたバカァ？」が盛り込まれているが、これは監督の渡辺勝也が宮村ファン向けのサービスとして提案したもので、宮村本人の賛同を得た上で脚本の武上純希に伝えられた。
『五星戦隊ダイレンジャー』でリュウレンジャーを演じた和田圭市が、ゴーゴーファイブのライバル戦士・ジークを演じる。ジークが装甲服を着用している姿をスーツアクターとして演じたのも、リュウレンジャーのスーツアクターであった大藤直樹である。また、『ゴーゴーファイブ』以外の戦隊から音楽を借りられない本作品では曲が不足するため、ジークには専用テーマが新たに作曲されている。

## オリジナルキャラクター
獣魔ハンター・ジーク
外宇宙の破壊魔、獣魔一族と戦っている獣魔ハンターのリーダー。故郷の星を滅ぼした獣魔王ゴルモアを追って宇宙を放浪し、地球にやってきた。仲間たちの仇を打つために自らの命も犠牲にすることも省みない復讐者で、人命救助を主にしているゴーゴーファイブと敵対する。戦いの中ゴルモアより腹に致命傷を受けマトイの強い精神に触れるも傷の悪化により命を落とす。しかしその思いは京子に托しクリスタルのエネルギーとなる。
装甲ジーク
ジークが金色の強化服・ジークテクターを着装した姿。緑色のクリスタルパワーで「ジークテクター!」の掛け声とともに装着を完了する。獣魔ハンターの通常装備の銃ジークショット、ゴルモアのシールドを破壊するほどの威力を誇るバズーカ砲ジークブラスター、鋼鉄さえ難なく切れる剣ジークソードが武器であり自在に使いこなす。
- デザインは下條美治が担当。

ジークジェンヌ
速瀬京子がジークから托されたクリスタルの力によりジークテクターを着装した姿。使用した武器はジークショットとジークソード。追い詰められたゴーゴーファイブの危機を救い、自らの魂をブレイバーソードに宿して、ジークの命のエネルギーを与えてビクトリープロミネンスのエネルギーとなった。装甲ジークと異なる点は装甲服の一部とマスク部分がバイザー状になり、顔が隠れていない。ゴルモアを倒した後はクリスタルは散り、残ったかけらは京子のネックレスになった。
- デザインは下條美治が担当。デザインはジークの後に描かれた。デザイン画ではヒップラインが強調されている。

獣魔王ゴルモア（）
災魔一族と宇宙を二分する破壊魔、獣魔一族の王で、大魔女グランディーヌに匹敵する力を持つ。宇宙が誕生したときにマイナスエネルギーが姿を変えて生まれた月の意匠をした影の魔剣シャドーソードと太陽の意匠をした闇の魔剣ダークソードという名前の剣を生まれながらにして所持していた。しかし、リリアの犠牲とジークの苦渋の決断によってダークソードがはじき飛ばされたため本来の力を失ってしまい、剣の行方を追って地球に襲来した。
ダークソードの代わりに左手に盾を装備した不完全の状態であるが、ゴーゴーファイブと互角以上に渡り合えるだけの力は残っている。地球に襲来後、ゴーゴーファイブやジークと戦いを繰り広げる。突如現れた災魔一族に捕らえられるも、ゴーゴーファイブを倒した暁には地球を焼き尽くすとの契約を交わし、彼らと手を組む。
左手にシャドーソード、右手にダークソードを同時に持つことでマイナスエネルギーが一つとなり巨大化、堕天使の顔の皮膚が裂け、完全体である凶悪な獣の顔をあらわにする。銀河一強いと称し、グランドライナーを追い詰めるも、ビクトリーロボに乗り換えたため形勢逆転。ブレイバーソードでシャドーソードとダークソードを折られ、最期はジークジェンヌの力を得たビクトリーロボのビクトリープロミネンスによって倒された。
- デザインは下條美治が担当。デザインモチーフは堕天使ルシファー。スーツは頭部の差し替え式となっている。

## キャスト
- 巽マトイ / ゴーレッド：西岡竜一朗
- 巽ナガレ / ゴーブルー：谷口賢志
- 巽ショウ / ゴーグリーン：原田篤
- 巽ダイモン / ゴーイエロー：柴田賢志
- 巽マツリ / ゴーピンク：坂口望二香
- 巽モンド：マイク眞木
- 速瀬京子：宮村優子
- ジーク：和田圭市
- 邪霊姫ディーナス：平沢草

### 声の出演
- 冥王ジルフィーザ：中村大樹
- 獣男爵コボルダ：乃村健次
- 童鬼ドロップ：闇村悠ノ介
- 呪士ピエール：松野太紀
- 獣魔王ゴルモア：稲田徹
- アナライズロボ・ミント：相田さやか

### スーツアクター
- ゴーレッド[13]、ジルフィーザ[13] - 高岩成二
- 日下秀昭
- 今井靖彦
- 竹内康博
- 蜂須賀祐一
- 中川素州
- 獣魔ハンタージーク[5] - 大藤直樹
- 大林勝
- 森美昭
- 大西修
- 福沢博文
- 佐野弥生

## スタッフ
- プロデューサー：太田賢司（テレビ朝日）、日笠淳・加藤和夫（東映）
- 原作：八手三郎
- 連載：テレビマガジン、てれびくん
- 脚本：武上純希
- 音楽：渡辺俊幸
- アクション監督：竹田道弘、宮崎剛（ジャパンアクションクラブ）
- 監督：渡辺勝也
- 撮影：大沢信吾
- 照明：才木勝
- 計測：内田良一
- 操演：船越幹雄
- 記録：森みどり
- 美術：大嶋修一
- 録音：石川孝
- 編集：洲崎千恵子
- 音響効果：真道正樹
- 選曲：宮葉勝行
- ファインネガ・ビデオシステム：東映化学
- 助監督：竹本昇
- 製作協力：東映テレビ・プロダクション
- 製作：テレビ朝日、東映、東映ビデオ

## 音楽
オープニングテーマ「救急戦隊ゴーゴーファイブ」
作詞：桑原永江 / 作曲・編曲：渡辺俊幸 / 歌：石原慎一 / コーラス：EVE
エンディングテーマ「この星を この街を」
作詞：藤林聖子 / 作曲：風戸慎介 / 編曲：佐橋俊彦 / 歌：高山成孝

## メディア
- 1999年7月9日：VHSレンタル開始。
- 1999年7月21日：レーザーディスク発売。
- 1999年11月21日：VHS発売。
- 2001年5月21日：DVD発売[14]。
- 2016年3月23日：ブルーレイディスク発売（スーパー戦隊V CINEMA&THE MOVIE Blu-ray BOX 1996-2005に収録）。
- 2019年2月6日：ブルーレイディスク分割発売開始（スーパー戦隊 V CINEMA&THE MOVIE Blu-ray 1999‐2000に収録）。